# Namaste
Namaste (/ˈnʌməsteɪ/,[1] devanagarsko नमस्ते), včasih imenovan namaskar in namaskaram, je običajen hindujski brezkontaktni način spoštljivega pozdravljanja in izkazovanja časti osebi ali skupini, ki se uporablja kadar koli čas dneva. Najdemo ga na Indijski podcelini ter med nepalsko in indijsko diasporo. Namaste se običajno govori z rahlim priklonom in dlanmi stisnjenimi skupaj, dlani se dotikajo in prsti so obrnjeni navzgor, palci blizu prsi. Ta gesta se imenuje añjali mudrā; stoječa drža, ki jo vključuje, je pranamasana.

## Etimologija, pomen in izvor
Namaste izhaja iz sanskrta in je kombinacija besede namas in dajalnega zaimka druge osebe v njegovi enklitični obliki, te. Beseda namaḥ ima sandhi obliko namas pred glasom te.
Najdemo ga v vedski literaturi. Namas-krita in sorodni izrazi se pojavljajo v hindujskem spisu Rigveda, kot je v Vivaha Sukti, verz 10.85.22 v pomenu »častiti, oboževati«, medtem ko se Namaskara pojavlja v pomenu »vzklikajočega čaščenja, spoštovanja, pozdrava in čaščenje« v Atharvavedi, Taittiriya Samhiti in Aitareya Brahmana. Je izraz čaščenja, spoštovanja, ponudbe spoštovanja v vedski literaturi in postvedskih besedilih, kot je Mahabharata. Besedna zveza Namas-te se s tem pomenom pojavlja v Rigvedi 8.75.10, Atharvaveda verzu 6.13.2, Taittirya Samhita 2.6.11.2 in v številnih drugih primerih v številnih zgodnjih hindujskih besedilih. Najdemo ga tudi v številnih starodavnih in srednjeveških skulpturah in reliefih mandapa v hindujskih templjih.
Po mnenju indologa Stephena Phillipsa sta izraza te in tvam neformalna, znana oblika 'ti' v sanskrtu in se običajno ne uporablja za nepoznane odrasle osebe. Rezervirano je za nekoga, ki je znan, intimen, božanski ali otroka. Z uporabo dativne oblike tvam v pozdravu Namas-te je v besedo vgrajen sekundarni, metaforični pomen. To je osnova pragmatičnega pomena, to je 'pozdrav (božanskemu) otroku (v vašem srcu)', pravi Phillips.
V sodobnem času namaḥ pomeni 'poklon', 'spoštljiv pozdrav' ali 'čaščenje' in te pomeni 'tebi' (edninski dativ 'tvam'). Zato namaste dobesedno pomeni 'prikloniti se vam'. V hinduizmu ima tudi duhovni pomen, ki odraža prepričanje, da sta »božansko in jaz (atman, Jaz) enaka v tebi in meni«, in pomeni »priklanjam se božanskemu v tebi«. Po mnenju sociologinje Holly Oxhandler je to hindujski izraz, ki pomeni »sveto v meni prepozna sveto v tebi«.
Manj običajna različica se uporablja v primeru naslavljanja treh ali več oseb, in sicer Namo vaḥ, ki je kombinacija namaḥ in enklitičnega zaimka množine druge osebe vaḥ. Beseda namaḥ ima sandhi obliko namo pred glasom v. Še manj pogosta različica se uporablja v primeru nagovora dveh oseb, in sicer Namo vām, ki je kombinacija namaḥ in enklitičnega drugoosebnega zaimka dvojine vām.

## Zgodovina
Izkopavanja v različnih civilizacijah doline Inda so razkrila nekaj moških in ženskih figur iz terakote v namaste drži. Te arheološke najdbe so datirane v obdobje Mature Harappan.

## Andžali Mudra
Kretnja prekrižanja rok med namastejem se imenuje Añdžali Mudrā. Poleg namaste je ta mudra eden od položajev v indijskem klasičnem plesu, kot je Bharatanatjam in v vadbi joge. Pogosto ga najdemo v indijskih tempeljskih reliefih in skulpturah v mandapah, na vhodih in v ikonografiji, kot je Lingobhavamurti v šaivizmu. Andžali mudra se od namaste razlikuje po tem, da je neverbalna gesta, medtem ko se namaste lahko reče s katero koli gesto ali brez nje. Po Bhaumiku in Govilu sta mudra Andžali in mudra Namaskara zelo podobni, vendar imata subtilno razliko. Zadnja stran palcev v mudri Andžali je obrnjena proti prsnemu košu in je pravokotna na druge prste, medtem ko sta palca v mudri Namaskara poravnana z drugimi prsti.
Andžali mudra je opisana v sanskrtskih besedilih, kot je v verzu 9.127–128 Natya Šastre (200 pr. n. št. – 200 n. št.), v besedilih o tempeljski arhitekturi iz 6. stoletja našega štetja, kot je verz 5.67 Devata murti prakarane in tistih na slikah, imenovana Citrasutra. Natja Šastra, klasično indijsko plesno besedilo, to opisuje kot držo, pri kateri sta roki sklenjeni skupaj v spoštljivem stanju in da se to uporablja za molitev pred božanstvom, sprejemanje katere koli osebe, ki jo častimo, in tudi za pozdravljanje prijateljev. Natja Šastra nadalje navaja, da je treba za molitve v templju Andžali mudro postaviti blizu glave ali nad njo, pri srečanju z nekom častitljivo osebo jo položiti pred obraz ali brado, za prijatelje pa blizu prsi.

## Uporaba
Poteza se pogosto uporablja po vsej Indijski podcelini, delih Azije in drugod, kamor so se selili ljudje južnega in jugovzhodnega porekla. Namaste se uporablja kot spoštljiva oblika pozdrava, priznanja in dobrodošlice sorodniku, gostu ali tujcu. V nekaterih kontekstih ena oseba uporablja namaste, da izrazi hvaležnost za ponujeno ali dano pomoč in da se drugi osebi zahvali za njeno velikodušno prijaznost.
Namaskar je tudi del 16 upačar, ki se uporabljajo v templjih ali na katerem koli mestu formalne pudže (čaščenja). Učenjaki sklepajo, da ima namaste v kontekstu čaščenja božanstva enako funkcijo kot pozdrav gostu ali komurkoli drugemu. Izraža vljudnost, čast in gostoljubnost ene osebe do druge. Uporablja se tudi pri slovesu. To je včasih izraženo v starodavnih hindujskih spisih, kot je Taitirija Upanišada, kot Atithi Devo Bhava (dobesedno, ravnaj z gostom kot z bogom).
Namaste je ena od šestih oblik praname in v delih Indije se ti izrazi uporabljajo kot sinonimi.
Ker je namaste brezkontaktna oblika pozdrava, je izraelski premier Benjamin Netanyahu predlagal uporabo geste kot alternative rokovanju med pandemijo koronavirusa leta 2020 kot sredstvo za preprečevanje širjenja virusa.

## Galerija
- Stranski pogled na hindujca v pozi namaste
- Deveta vrstica od zgoraj, zadnja beseda v zgornjem rokopisu Rigvede je namas v smislu "spoštljivega čaščenja"
- Kip z namaste pozo (wai) v tajskem templju
- Kip Namaste na Baliju v Indoneziji
- Namaste (jakši salabhandžika), ok. 100 pr. n. št., Satna, Madja Pradeš